# 윤현빈
윤현빈(尹顯斌, 1997년 6월 20일 ~ )은 대한민국의 바둑 기사이다.

## 약력
서울 출신으로 8세경에 처음 바둑을 접했다. 이세돌 바둑도장에서 백홍석, 김형환, 한웅규, 류동완 사범에게 바둑 지도를 받았다. 2011년부터 5년 동안 한국기원 연구생으로 활동했고 2017년 내셔널 바둑리그에서 팀 우승에 큰 역할을 했다. 2018년 제141회 일반입단대회를 통해 김민석과 최광호, 김희수, 문종호와 함께 프로 바둑에 입단했다.